# Luftgruppe
Luftgruppe (ros. Люфтгруппа) – specjalny oddział lotniczy Abwehry złożony z Niemców i Rosjan na froncie wschodnim pod koniec II wojny światowej.
Oddział został utworzony w marcu 1944 r. w Mińsku. Pełnił zadania wywiadowcze. Zbierał informacje o sowieckich siłach zbrojnych na odcinku frontu wschodniego zajmowanego przez Frontu Zachodni i 1 Front Białoruski Armii Czerwonej. Ponadto przerzucał agentów szkoły wywiadowczej w Borysowie i szkoły wywiadowczej w Smoleńsku przez linię frontu. Agenci – przebrani w mundury Luftwaffe – przechodzili jeszcze w oddziale 7-dniowe przeszkolenie z zakresu topografii, organizacji sowieckich sił lotniczych i metod zbierania danych wywiadowczych. Przed wylotem agentów ubierano w mundury Armii Czerwonej i zaopatrywano w fałszywe dokumenty i pieniądze. Latano na zdobycznych samolotach sowieckich i samolotach niemieckich z lotniska w Mińsku. Po utracie miasta na pocz. lipca 1944 r., oddział został przeniesiony do Krakowa, skąd kontynuowano loty zwiadowcze i przewożenie agentów.